# Ottomar Singer
Max Ottomar Singer (* 7. Juli 1865 in Rothenkirchen; † 12. Mai 1945 ebenda) war ein deutscher Unternehmer und nationalliberaler Politiker.

## Leben und Wirken
Der Sohn des Spitzenfabrikanten Hermann Singer († 1882) besuchte die Volksschule in Rothenkirchen. Nach drei Jahren weiterführender Ausbildung an einer Fortbildungsschule und Privatunterricht übernahm er 1882 nach dem Tod seines Vaters die Haartüllen- und Perückenzubehörfabrik mit 15 festangestellten Arbeitern und 40 Heimarbeitern. Er brachte diese zu internationaler Bedeutung.
Politisch engagierte sich Singer in der Nationalliberalen Partei. Von 1909 bis 1918 vertrat er den 48. ländlichen Wahlkreis in der II. Kammer des Sächsischen Landtags.